# Euxoa apopsis
Euxoa apopsis là một loài bướm đêm thuộc họ Noctuidae. Nó là loài duy nhất được tìm thấy ở high elevations ở vùng núi của tây nam British Columbia.
Chiều dài cánh trước là 14–15 mm.
Adults may be partially diurnal, which may explain why only two specimens were collected at the type locality in spite of many nights of collecting over a period of six years.